# Peter Urbach
Peter Urbach (né en 1941 - mort le 3 mai 2011), de son surnom "S-Bahn-Peter”, fut un agent de liaison de la police allemande en Allemagne de l'Ouest, actif durant les années d'activité de la Fraction armée rouge (RAF en allemand). Ayant fourni des armes et des explosifs[réf. nécessaire] à la RAF, il est de nos jours considéré par certains comme un informateur voire un agent provocateur ayant eu pour but d'alimenter une stratégie de la tension en Allemagne.

## Culture populaire
Peter Urbach apparait dans le film de 2008 La Bande à Baader en particulier dans l'épisode du camp d'entraînement de Jordanie. Il est alors désigné comme espion israélien par le personnage de Gudrun Ensslin qui demande à un responsable de l'éliminer.